# Alain Vasseur
Alain Vasseur, nacido el 1 de abril de 1948 en Cappelle-la-Grande, fue un ciclista francés que fue profesional de 1969 a 1974. 
Su hijo Cédric Vasseur así como su hermano Sylvain Vasseur también fueron ciclistas profesionales.

## Palmarés
1968
- París-Roubaix sub-23
- 2 etapas del Tour del Porvenir

1969
- Cuatro Días de Dunkerque

1970
- 1 etapa del Tour de Francia

1972
- 1 etapa de la Étoile des Espoirs

## Resultados en Grandes Vueltas y Campeonatos del Mundo
Durante su carrera deportiva ha conseguido los siguientes puestos en las Grandes Vueltas y en los Campeonatos del Mundo en carretera:
| Carrera         | 1969 | 1970 | 1971 | 1972 | 1973 | 1974 |
| --------------- | ---- | ---- | ---- | ---- | ---- | ---- |
| Giro de Italia  | -    | -    | -    | -    | -    | -    |
| Tour de Francia | -    | 40.º | 65.º | -    | -    | 80.º |
| Vuelta a España | -    | -    | -    | -    | -    | Ab.  |
| Mundial en Ruta | -    | 6º   | -    | -    | -    | -    |

-: no participa

Ab.: abandono